# Ismail Matar
Ismail Matar Ibrahim Khamis Al-Mukhaini Al-Junaibi (arab. إسماعيل مطر, ur. 7 kwietnia 1983 w Abu Zabi) – emiracki piłkarz występujący na pozycji ofensywnego pomocnika lub napastnika w drużynie Al-Wahda Abu Zabi.

## Kariera piłkarska
Ismail Matar od początku kariery występuje w zespole Al-Wahda. W 2003 roku podczas Mistrzostw Świata U-20 został wybrany najlepszym piłkarzem turnieju. W tym samym roku zadebiutował w reprezentacji Zjednoczonych Emiratów Arabskich. Już rok później otrzymał powołanie na Puchar Azji. W 2005 i 2006 roku świętował zdobycie mistrzostwa kraju ze swoim klubem. W 2007 po raz drugi pojechał na Puchar Azji. W 2009 zaliczył krótki epizod na wypożyczeniu w katarskim Al-Sadd. W tym samym sezonie powrócił jednak do ZEA i zdobył trzecie mistrzostwo kraju. Po raz trzeci wystąpił na Pucharze Azji w 2011. W 2012 roku pojechał jako kapitan z reprezentacją U-23 na Igrzyska Olimpijskie. W 2019 roku jako 35-letni zawodnik znalazł się w kadrze na Puchar Azji w Piłce Nożnej 2019 rozgrywany w ZEA i został mianowany kapitanem kadry.